# Méhészborz
A méhészborz (Mellivora capensis) az emlősök (Mammalia) osztályába a ragadozók (Carnivora) rendjébe a menyétfélék családjába és a Mellivorinae alcsaládba tartozó Mellivora nem egyetlen faja.

## Elterjedése
Afrika nagy részén, Ázsia déli és nyugati területein honos.

## Megjelenése
Testhossza 60-100 centiméter, marmagassága körülbelül 30 centiméter, testtömege pedig 5,5-14 kilogramm. Homloka, tarkója, nyaka, háta, vállai és farka hamvasszürke. Orra, pofája, füle, nyaka alsó része, melle, hasa és végtagjai feketésbarnák. Karmai hosszúak és erősek.

## Életmódja
Mindenevő állat, éjszakai életmódot folytat, s napközben csak nagy ritkán indul vadászatra. Megeszi a rovarokat, a vadgyümölcsöket, a madártojásokat és a gerincteleneket is, de a kedvenc eledele a vadméhek lárvái és a lépesméz.
Sűrű bundája és vastag bőre megvédi a vadméhek fullánkjaitól. A méhészborz különleges kapcsolatban áll a mézkalauz madárral, amely kifürkészi a méhek fészkét, majd hívja a méhészborzot. Amikor a borz odaér, felmászik a fészekhez, és feltépi. Először alaposan belakmározik, majd átengedi a terepet a mézkalauz madárnak.

## Szaporodása
A nőstény méhészborz 6-7 hónapig vemhes. Egy alom 1 vagy 2 utódból áll.

## Kapcsolata az emberrel
A méhészborz gyakran veszélyt jelent a mezőgazdaság egyik fontos ágára, az állattenyésztésre, mivel erőssége és kitartása miatt nehéz elrettenteni. Megfigyelések alapján képes szétrombolni a tyúkólak vastag falát, valamint képes alagutat ásni a kőből készült épületek alatt. A tyúkól-szindróma általános a méhészborznál is, így egy eset során 17 pézsmaréce és 36 tyúk pusztult el.
A méhészborzot  bőre vastagsága és lazasága miatt szinte lehetetlen kutyákkal elpusztítani. A bőrüket nehéz átharapni és a bőr lazasága engedi, hogy támadójuk rángathassa, miközben tartja. A méhészborzot a tarkóján lehet a legbiztonságosabban megfogni. Bőre eléggé masszív ahhoz, hogy több bozótvágó-ütést is kibírjon.  A leggyorsabb mód, hogy elpusztítsuk: egy gyors ütés a fejre vastag bottal, vagy a fejlövés, mivel a bőre képes ellenállni a nyilaknak és a lándzsáknak is.
Az Irakban található Bászra angol megszállása során a helyi lakosság "emberevő méhészborzokról" beszélt, ami szerintük az angol megszállók szabadítottak rájuk, amit az angol vezetés teljes egészében elutasított. Az angol haderő szóvivője kijelentette, hogy a borzok elterjedtek a régióban, de ritkán fordulnak elő Irakban, és csak akkor veszélyesek, ha az ember provokálja őket. A bászrai állatkórház igazgatója, Mushtaq Abdul-Mahd megerősítette, hogy a méhészborzok valóban előfordultak a térségben 1986-ban. A basrai állatorvosi főiskola dékánja, Dr. Ghazi Yaqub Azzam azzal érvelt, hogy a méhészborzok továbbvonultak a városba, az áradás miatt Észak-Bászra területéről. Az esetről egy 2007-ben megjelent cikk számolt be a sajtóban.
India sok részéről érkezett jelentés, hogy a borzok az emberi környezet közelében élnek, így sokszor a rideg állattartás állományát támadják meg, olykor gyerekeket is. Ha megtámadják őket, akkor kíméletlenül visszatámadnak. Egy 1941-es  The Fauna of British India könyv kiadása azt írja, hogy a méhészborzok emberi holttesteket ásnak ki Indiában.
Kenyában a méhészborz a veszettség legfőbb hordozója, valamint lehetséges hordozói lehetnek a sárgaláznak is.